# Mistrzostwa Europy w Wioślarstwie 1927
29. Mistrzostwa Europy w Wioślarstwie odbyły się w dniach 18–21 sierpnia 1927 r. we włoskim Como (po raz 3. w historii). Zawodnicy rywalizowali w 7 konkurencjach wioślarskich na pobliskim Lago di Como. 

## Medaliści
| Konkurencja                 | Złoto | Srebro | Brąz | Źródło |
| --------------------------- | --- | --- | --- | ------ |
| M1x (jedynka)               | Michelangelo Bernasconi | Béla Szendey | Josef Straka | [ 2 ]  |
| M2x (dwójka podwójna)       | Szwajcaria Rudolf Bosshard · Maurice Rieder | Włochy Michelangelo Bernasconi · Alessandro de Col | Belgia Edmond van Parys · Adolphe Schnaphauf | [ 3 ]  |
| M2- (dwójka bez sternika)   | Włochy Renzo Vestrini · Pier Luigi Vestrini | Szwajcaria Alois Reinhard · Willy Siegenthaler | Holandia Hein van Suylekom · Carel van Wankum | [ 4 ]  |
| M2+ (dwójka ze sternikiem)  | Włochy Renzo Vestrini · Pier Luigi Vestrini · Cesare Milani (sternik) | Szwajcaria Edouard Schädeli · Willy Müller · Paul Wirz (sternik) | Holandia Dirk Fortuin · Jo Brandsma · L. Janus (sternik) | [ 5 ]  |
| M4- (czwórka bez sternika)  | Włochy Palmino Lago · Agostino Massa · Andrea Cattoni · Giuseppe Maggio | Szwajcaria Theodor Stauffer · Max Balmer · Arnold Schenk · Reinhard Wildbolz                                                                                              | – | [ 6 ]  |
| M4+ (czwórka ze sternikiem) | Włochy Antonio Ghiardello · Mario Ghiardello · Giovanni-Battista Pastine · Andrea Ghiardello · Ugo Giangrande (sternik)                                                             | Szwajcaria Karl Schöchlin · Hans Schöchlin · Paul Käser · Julien Comtesse · Theophil Mosimann (sternik)                                                                   | Belgia Robert Swartelé · Maurice Swartelé · Theo Wambeke · Alphonse de Wette | [ 7 ]  |
| M8+ (ósemka)                | Włochy Medardo Lamberti · Arturo Moroni · Vittore Stocchi · Guglielmo Carubbi · Amilcare Canevari · Medardo Galli · Giulio Lamberti · Benedetto Borella · Angelo Polledri (sternik) | Szwajcaria Alois Reinhard · Josef Zimmermann · Ernst Haas · Hans Kappeler · G. Inglin · Hans Zimmermann · Kaspar Zimmermann · Willy Siegenthaler · Walter Ludin (sternik) | Polska Henryk Niezabitowski · Józef Poczobut · Józef Łaszewski · Wiktor Barwicki · Marian Wodziański · Andrzej Sołtan-Pereświat · Piotr Kurnicki · Otton Gordziałkowski · Edmund Czaplicki (sternik) | [ 8 ]  |

## Klasyfikacja medalowa
| Miejsce | Reprezentacja  | Złoto | Srebro | Brąz | Razem |
| ------- | -------------- | ----- | ------ | ---- | ----- |
| 1.      | Włochy         | 6     | 1      | 0    | 7     |
| 2.      | Szwajcaria     | 1     | 5      | 0    | 6     |
| 3.      | Węgry          | 0     | 1      | 0    | 1     |
| 4.      | Belgia         | 0     | 0      | 2    | 2     |
| 4.      | Holandia       | 0     | 0      | 2    | 2     |
| 6.      | Czechosłowacja | 0     | 0      | 1    | 1     |
| 6.      | Polska         | 0     | 0      | 1    | 1     |
| Razem   | Razem          | 7     | 7      | 6    | 20    |